# Wighill
Wighill est un village et une paroisse civile du Yorkshire du Nord, en Angleterre. Il est situé dans le sud du comté, à 4 km au nord de la ville de Tadcaster et à 8 km à l'est de la ville de Wetherby. La rivière Wharfe coule au sud du village. Au recensement de 2011, il comptait 193 habitants et au recensement de 2021, il comptait 200 habitants.

## Histoire
La Chronique anglo-saxonne rapporte que Uchtred le Hardi, ealdorman de Bamburgh et partisan de Edmond Côte-de-Fer, est assassiné à Wighill en 1016 avec l'assentiment du roi Knut le Grand.

## Culture locale et patrimoine

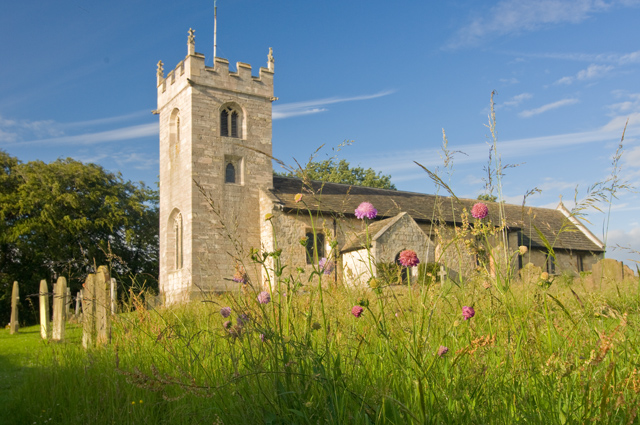
L'église de Tous-les-Saints

L'église de Tous-les-Saints de Wighill est construite au XIIe siècle et sa tour au XVe siècle. Elle est restaurée en 1912 par l'architecte W. H. Brierley et est classée comme monument historique de grade I.
L’ancienne école transformée en logement sur Main Street, la rue principale, date du début du XIXe siècle et est classée comme monument historique de grade II, de même que le manoir de Brook Hall, construit vers 1835, et la ferme du Wighill Manor, datant de 1791 avec des parties de la fin du XVIe siècle.